# Diocesi di Fort Portal
La diocesi di Fort Portal (in latino Dioecesis Arcis Portal) è una sede della Chiesa cattolica in Uganda suffraganea dell'arcidiocesi di Mbarara. Nel 2021 contava 958.483 battezzati su 2.386.511 abitanti. È retta dal vescovo Robert Muhiirwa.

## Territorio
La diocesi comprende i distretti di Bundibugyo, Kyenjojo, Kabarole e Kamwenge nella regione Occidentale dell'Uganda.
Sede vescovile è la città di Fort Portal, dove si trova la cattedrale di Nostra Signora delle Nevi.
Il territorio è suddiviso in 29 parrocchie.

## Storia
La diocesi è stata eretta il 21 febbraio 1961 con la bolla Cum sit omnis di papa Giovanni XXIII, ricavandone il territorio dalla diocesi di Mbarara (oggi arcidiocesi).
Il 9 agosto 1965 e il 6 marzo 1989 ha ceduto porzioni del suo territorio a vantaggio dell'erezione rispettivamente delle diocesi di Hoima e di Kasese.
Originariamente suffraganea dell'arcidiocesi di Rubaga (oggi arcidiocesi di Kampala), il 2 gennaio 1999 è entrata a far parte della provincia ecclesiastica dell'arcidiocesi di Mbarara.

## Cronotassi dei vescovi
Si omettono i periodi di sede vacante non superiori ai 2 anni o non storicamente accertati.
- Vincent Joseph McCauley, C.S.C. † (21 febbraio 1961 - 16 novembre 1972 dimesso)
- Serapio Bwemi Magambo † (16 novembre 1972 - 17 giugno 1991 dimesso)
- Paul Lokiru Kalanda † (17 giugno 1991 - 18 marzo 2003 ritirato)
- Robert Muhiirwa, dal 18 marzo 2003

## Statistiche
La diocesi nel 2021 su una popolazione di 2.386.511 persone contava 958.483 battezzati, corrispondenti al 40,2% del totale.
| anno | popolazione | popolazione | popolazione | presbiteri | presbiteri | presbiteri | presbiteri                | diaconi | religiosi | religiosi | parrocchie |
| anno | battezzati  | totale      | %           | numero     | secolari   | regolari   | battezzati per presbitero | diaconi | uomini    | donne     | parrocchie |
| ---- | ----------- | ----------- | ----------- | ---------- | ---------- | ---------- | ------------------------- | ------- | --------- | --------- | ---------- |
| 1970 | 200.186     | 571.000     | 35,1        | 10         | 10         |            | 20.018                    |         |           |           | 12         |
| 1980 | 238.000     | 654.000     | 36,4        | 38         | 21         | 17         | 6.263                     |         | 25        | 215       | 13         |
| 1990 | 424.000     | 880.000     | 48,2        | 44         | 39         | 5          | 9.636                     |         | 44        | 265       | 9          |
| 1999 | 513.220     | 1.161.601   | 44,2        | 82         | 68         | 14         | 6.258                     |         | 54        | 190       | 16         |
| 2000 | 513.238     | 1.161.631   | 44,2        | 82         | 69         | 13         | 6.259                     |         | 50        | 189       | 17         |
| 2001 | 513.238     | 1.161.631   | 44,2        | 83         | 70         | 13         | 6.183                     |         | 50        | 245       | 18         |
| 2002 | 548.244     | 1.176.244   | 46,6        | 78         | 70         | 8          | 7.028                     |         | 45        | 155       | 18         |
| 2004 | 654.129     | 1.394.984   | 46,9        | 84         | 77         | 7          | 7.787                     |         | 46        | 307       | 19         |
| 2006 | 696.000     | 1.486.000   | 46,8        | 76         | 70         | 6          | 9.157                     |         | 48        | 314       | 19         |
| 2007 | 718.000     | 1.533.000   | 46,8        | 81         | 76         | 5          | 8.864                     | 5       | 52        | 314       | 20         |
| 2013 | 1.139.869   | 1.885.000   | 60,5        | 91         | 8          | 99         | 11.513                    |         | 61        | 378       | 22         |
| 2016 | 1.016.861   | 2.537.415   | 40,1        | 118        | 111        | 7          | 8.617                     |         | 46        | 231       | 24         |
| 2019 | 1.103.892   | 2.794.665   | 39,5        | 117        | 103        | 14         | 9.434                     |         | 67        | 316       | 28         |
| 2021 | 958.483     | 2.386.511   | 40,2        | 123        | 108        | 15         | 7.792                     |         | 49        | 279       | 29         |